# 利夫尔河
利夫尔河（法語：Livre，法語發音：[livʁ] ⓘ）是法国大東部大區马恩省的河流，是马恩河的右支流，长15.4千米，发源自卢瓦和马伊香槟，于马勒伊叙阿伊流入马恩河。